# Втрачений зв'язок
«Втрачений зв'язок» — на святкуванні Нового Року парочка наковталася екстезі і опиняється в темному і глухому лісі, звідки не можуть знайти вихід. А далі з ними починають відбуватися жахливі речі, в який розглядати реальність і галюцинацію практично неможливо.

## Зміст
Коли Кевін і Тіфані на новорічному святкуванні наковталися наркотичних речовин, то вони й уявити собі не могли, чим це може обернутися. Спочатку на шляху додому вони потрапили в дорожню пригоду. Після цього, застрягши в темному лісі, їм починають бачитися дивні галюцинації. Або зовсім не галюцинації? Адже вигадка так тісно переплелася з реальністю, що вже й не відрізнити.